# Regelbau H694
La casemate de type Regelbau H694 est une casemate répondant au standard Regelbau. Sa mission est de servir d'abri pour un canon de gros calibre.

## Construction
La construction de cette casemate demandait l'excavation de 300 m3 la coulée de 550 m3 de béton.

## Architecture

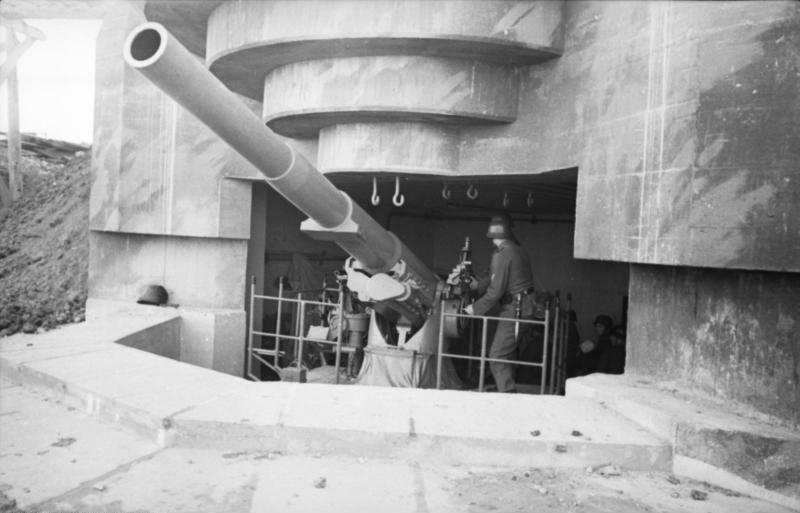
Canon de 155 mm sous une casemate de type H694.

La casemate fait 11,8 m de long pour 9,6 m de large et 5,1 m de haut. Elle ne dispose pas de locaux annexes.

## Exemplaires
Seulement 2 exemplaires de cette casemate ont été construits.
Un exemplaire se trouve à la pointe du Hoc,.